# Pedro Ignacio Wolcan Olano
Pedro Ignacio Wolcan Olano (Nueva Helvecia, 21 ottobre 1953) è un vescovo cattolico uruguaiano, dal 19 giugno 2018 vescovo di Tacuarembó.

## Biografia
Nato a Nueva Helvecia nel 1953, è di origini teserane. Studia nel seminario maggiore interdiocesano di Montevideo ed è ordinato sacerdote il 21 settembre 1986, incardinandosi nella diocesi di Mercedes.
Dal 1986 al 1991 è parroco della cattedrale.
Nel 2005 diventa parroco della chiesa della Santísima Trinidad e, nel 2006, parroco della chiesa di Nuestra Señora del Carmen.
Dal 2015 è vicario generale della diocesi.
Il 19 giugno 2018 è nominato vescovo di Tacuarembó. Riceve l'ordinazione episcopale il 12 agosto seguente nella cattedrale di san Fruttuoso, a Tacuarembó, da Carlos María Collazzi Irazábal, vescovo di Mercedes.

## Genealogia episcopale
La genealogia episcopale è:
- Cardinale Scipione Rebiba
- Cardinale Giulio Antonio Santori
- Cardinale Girolamo Bernerio, O.P.
- Arcivescovo Galeazzo Sanvitale
- Cardinale Ludovico Ludovisi
- Cardinale Luigi Caetani
- Cardinale Ulderico Carpegna
- Cardinale Paluzzo Paluzzi Altieri degli Albertoni
- Papa Benedetto XIII
- Papa Benedetto XIV
- Papa Clemente XIII
- Cardinale Marcantonio Colonna
- Cardinale Giacinto Sigismondo Gerdil, B.
- Cardinale Giulio Maria della Somaglia
- Cardinale Carlo Odescalchi, S.I.
- Cardinale Costantino Patrizi Naro
- Cardinale Lucido Maria Parocchi
- Papa Pio X
- Papa Benedetto XV
- Papa Pio XII
- Cardinale Eugène Tisserant
- Arcivescovo Raffaele Forni
- Arcivescovo Carlos Parteli Keller
- Vescovo Andres María Rubio Garcia, S.D.B.
- Vescovo Carlos María Collazzi Irazábal, S.D.B.
- Vescovo Pedro Ignacio Wolcan Olano